# 阿曼达·范斯通
阿曼达·艾露伊斯·范斯通 （英文：Amanda Vanstone，1952年12月7日—），前澳大利亚女性政治人物，自由党党员；1984年至2007年间，是代表南澳州的联邦参议员。曾在约翰·霍华德执政时期担任政府内阁部长。离开政坛后，范斯通在2007年6月被任命为澳大利亚驻意大利特命全权大使，任期至2010年。

## 早年经历
阿曼达，本姓奥布赖恩（O'Brien），在家中四个孩子里排老幺。父亲在她只有三岁时去世；母亲改嫁后不久，继父也去世了。阿曼达认为自己坚韧的个性和对男权社会的无所畏惧，来自于从小的生活环境，是一个由女性主导的家庭、以及在教会女校读书的原因。
阿曼达后来在南澳州理工学院（今，阿德莱德大学）获文学和法律双学士学位。1980年代末，她和商务律师托尼·范斯通结婚，并改随夫姓。在进入政坛之前，阿曼达曾在一家大型百货公司担任售货员，自己还经营过印刷品和相框生意，后来又从事法律相关工作。

## 政治生涯
在1984年12月，31岁的阿曼达·范斯通当选为联邦参议院最年轻的成员，作为南澳大利亚州的代表，是当时自由党27名参议员的一员。1985年3月27日，阿曼达·范斯通在联邦议会发表首次演讲，抨击由鲍勃·霍克领导的工党政府对当下年轻人的政策问题。此后，范斯通先后在1987年至1988年、1989年至1990年、以及1993年至1996年担任反对党影子内阁成员，担任过影子司法部长。1990年5月，在国会担任反对党后座议员期间，范斯通倡导电视对议会辩论进行直播。
1996年3月，在约翰·霍华德领导下，自由党和国家党联盟上台执政，范斯通成为当时内阁中仅有的两位女部长之一，负责就业、教育、培训以及青年事务。任职期间，她主持执行大幅削减由前政府建立的就业计划，引起社会强烈批评。1997年10月，离开内阁后，担任非内阁的司法事务部长。2001年1月，范斯通东山再起，被重新任命为内阁部长，负责家庭和社区服务，掌管规模庞大的政府养老金和社会福利体系Centrelink，再次成为社会福利活动者的批判对象。范斯通被认为说话强硬、刻薄，是政府政策的坚定捍卫者。时任反对党家庭和社区服务影子部长的韦恩·斯旺，曾形容范斯通是“政治鬣狗，乐于攻击弱势群体”。
2003年10月，霍华德改组内阁，阿曼达·范斯通获得重用，出任倍受争议的移民部部长。在任职期间，范斯通最重要的决定，是撤销土著和托雷斯海峡岛民委员会（Aboriginal and Torres Strait Islander Commission，ATSIC）。2005年，她批准为叛逃的前中国外交官陈用林提供庇护，还出面干预并为104岁的中国老人胡翠玉提供永久居留权。
2007年，为准备即将到来的联邦大选，霍华德在1月进行的内阁重组中，免去了范斯通的部长职务；当年4月26日，范斯通宣布辞去参议院席位、并离开政坛。2007年6月，霍华德提名范斯通出任澳大利亚驻意大利大使，任期至2010年。